# Celleporina fusiformis
Celleporina fusiformis är en mossdjursart som beskrevs av Ikezawa och Shunsuke F. Mawatari 1993. Celleporina fusiformis ingår i släktet Celleporina och familjen Celleporidae. Inga underarter finns listade i Catalogue of Life.